# Ukapljivanje plinova
Ukapljivanje plinova ili likvefakcija je prevođenje plinova u kapljevito (tekuće) agregatno stanje. Provodi se ponajviše radi lakšega prijevoza i skladištenja plinova, te za postizanje niskih temperatura (niskotemperaturna fizika ili kriofizika). Plinovi se mogu ukapljiti hlađenjem, kompresijom ili kombinacijom tih postupaka. Pritom značajnu ulogu imaju kritični tlak i kritična temperatura, svojstveni svakomu plinu posebno. Ukapljivanje samo kompresijom pri stalnoj temperaturi uspijeva ako je ta temperatura niža od kritične, a samo hlađenjem pri stalnom tlaku ako je tlak niži od kritičnoga. Tako će zrak pri stalnom atmosferskom tlaku prijeći iz plinovitog u kapljevito agregatno stanje kada ga se ohladi na –194 °C. Slično tomu dolazi do ukapljivanja zraka njegovim tlačenjem na dovoljno visok tlak pri stalnoj temperaturi nižoj od kritične (na primjer pri –150 °C za ukapljivanje zraka potreban je tlak od približno 20 bara). Za zrak je, zbog njegove niske kritične temperature, takav postupak nepraktičan, ali je prikladan na primjer za ugljikov dioksid, koji postaje kapljevit primjenom tlaka od 57,4 bara, pri temperaturi od 20 °C.

## Povijest
Pionirske radove na ukapljivanju plinova niske kritične temperature izveli su 1877. gotovo istodobno francuski fizičar Louis Paul Cailletet (1832. – 1913.) i švicarski fizičar Raoul Pictet (1846–1929), postigavši pojavu magle kisika u laboratorijskim uvjetima. Time su dokazali da je kisik plin koji se može dovesti u kapljevito i čvrsto stanje. Prvo ukapljivanje zraka uspjelo je 1883. poljskim fizičarima Zygmuntu Wróblewskomu (1845. – 1888.) i Karolu Olszewskomu (1846. – 1915.) primjenom trostupanjskoga rashladnoga stroja. Tadašnje stanje rashladne tehnike nije dopuštalo uporabu takvih kaskadnih rashladnih uređaja za industrijsku primjenu, ali se oni danas primjenjuju ravnopravno s ostalim sustavima ukapljivanja plinova.
Prvi industrijski uređaj za ukapljivanje plinova, ponajprije zraka, patentirao je 1895. Carl von Linde. Uređaj je zasnovan na Joule-Thomsonovu učinku, prema kojemu plinovi prilikom smanjenja tlaka (prigušivanja) mijenjaju temperaturu: iznad takozvane inverzne temperature oni se zagrijavaju, a ispod nje se hlade. Jednostupanjski Lindeov uređaj izvana je dobro izoliran protusmjerni izmjenjivač topline (rekuperator), a čini ga cijev u cijevi. Kroz središnju cijev struji vrlo stlačen plin (oko 200 bara), koji se na izlazu prigušuje na atmosferski tlak. Pritom se na primjer zrak hladi za 0,25 °C/bar, pa se pri prigušenju s 200 na 1 bar ohladi za približno 50 °C. Dio tako ohlađena plina vraća se kroz vanjsku cijev rekuperatora, hladeći u protustruji novonadolazeći stlačeni plin. Plin nakon višekratnoga prigušivanja poprima temperaturu koja je niža od vrelišta, te se jedan dio izlučuje kao kapljevita faza, dok se ostatak (zasićena para) vraća u rekuperator kako bi se hladio novonadolazeći plin. Linde je postupak usavršio uvođenjem stupnjevane kompresije i prigušivanja te prethlađenjem plina. Takvi usavršeni postupci koriste se i danas u industrijskim pogonima za ukapljivanje zraka i drugih plinova, a primjenjuju se i slični postupci, u kojima je prigušni dio zamijenjen ekspanzijskim strojem radi povrata dijela rada utrošena pri kompresiji. Takvi su postupak sa stapnim kompresorom i ekspanderom, te postupak s turbokompresorom i turboekspanderom. Za ukapljivanje plinova služe i strojevi zasnovani na lijevokretnom Stirlingovu procesu (patent Philips), te kaskadni rashladni uređaji.

## Primjena
Danas se od plinova najviše ukapljuje zrak, iz kojega se frakcijskom destilacijom izdvaja kisik (svjetska proizvodnja viša od 100 milijuna tona na godinu) za metalnu i kemijsku industriju, dušik, koji se u kapljevitom stanju koristi za postizanje niskih temperatura, te plemeniti plinovi, prije svega argon. Osim zraka, u velikim se količinama ukapljuju i gorivi plinovi: smjesa propana i butana u bocama za kućansku uporabu kapljevita je pri sobnoj temperaturi već na umjerenim tlakovima (između 2,5 i 8 bara, ovisno o udjelu propana), a za ukapljivanje metana pri atmosferskom tlaku (približno 1 bar) potrebno ga je ohladiti na temperaturu od –162 °C. U budućnosti se očekuje izdašna primjena vodika, koji se racionalno skladišti samo u kapljevitom stanju, a kapljeviti helij osobito je važan u istraživanju supravodljivosti. 